# Gonomyia (Gonomyia) bifida
Gonomyia (Gonomyia) bifida is een tweevleugelige uit de familie steltmuggen (Limoniidae). De soort komt voor in het Palearctisch gebied.